# Сартано (Козенца)
Сартано је насеље у Италији у округу Козенца, региону Калабрија.
Према процени из 2011. у насељу је живело 1633 становника. Насеље се налази на надморској висини од 257 м.